# Kadarkút
Kadarkút ist eine Stadt in Ungarn in der Süd-Transdanubien-Region, im Komitat Somogy. Die Stadt liegt 25 Kilometer von Kaposvár entfernt und wurde Hauptort des Kleingebietes Kadarkút, als 23 ehemalige Ortschaften des Kleingebietes Kaposvár am 1. Januar 2008 ein neues Kleingebiet formierten. Im Jahr 2012 wurde das Kleingebiet wieder aufgelöst, seither gehört Kadarkút zum Kreis Kaposvár.

## Städtepartnerschaften
Partnerstädte Kadarkúts sind  Veliko Trojstvo in Kroatien (seit 2006) und Voitsberg in der österreichischen Steiermark (seit 2008).

## Weblinks

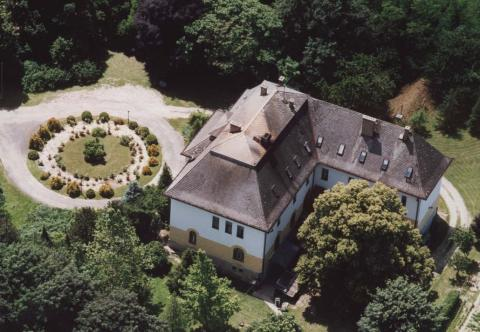
Somssich kastély in Kadarkút